# Mohammad Munir
Mohammad Munir Al-Mutasim (ur. 17 kwietnia 1982 w Kuwejcie) – jordański piłkarz, grający na pozycji obrońcy.

## Kariera klubowa
Mohammad Munir w latach 2007-2010 był zawodnikiem Al-Faisaly Amman. Z Al-Faisaly zdobył mistrzostwo Jordanii w 2010 oraz Puchar Jordanii w 2008. W latach 2010–2011 był zawodnikiem syryjskiego klubu Tishreen Latakia. Następnie grał w saudyjskim Al-Ansar FC i rodzimych Al-Jazeera, Al-Hussein Irbid i Al-Baqa'a Club.

## Kariera reprezentacyjna
W reprezentacji Jordanii Munir zadebiutował 25 maja 2008 roku w przegranym 0:2 towarzyskim meczu z Chinami. W 2011 został powołany na Puchar Azji. Od 2008 do 2014 rozegrał w reprezentacji 29 spotkań.